# Guillemette de Vergy
Guillemette de Vergy, dame de Valangin, née vers 1457 dans le diocèse d'Autun et morte en 1543, gouverne la seigneurie de 1518 à son décès. Elle commandite avec son époux la construction de la collégiale de Valangin dès 1499, puis diverses réparations et améliorations autour de 1531. 

## Biographie
Guillemette de Vergy, dame de Valangin, naît vers 1457 en Bourgogne, dans le diocèse d'Autun. Elle issue de la branche de la maison de Vergy. Fille de Jean de Vergy, seigneur de Champvent, et de Paule de Miolans, elle épouse Claude d'Aarberg, seigneur de Valangin, et s'installe au château en 1474, à l'âge de 17 ans. De leur union naît Louise d'Aarberg, qui épouse Philibert de Challant.
À la suite du décès de son époux en 1518, Guillemette gouverne la seigneurie pendant 25 ans, dont les dépenses, en collaboration ou pour le compte de son petit-fils René de Challant. Elle s'oppose avec véhémence, mais en vain, au passage de la seigneurie de Valangin à la Réforme, en essayant d'empêcher les réformés d'y installer le nouveau culte.  
Elle décède le 13 juillet 1543 à l'âge de 86 ans. 

## Commanditaire
Le couple fonde la collégiale de Valangin, un édifice gothique dédiée à saint Pierre dont les travaux de construction sont déjà attestés en 1499. La légende raconte que Claude, pris dans une tempête lors du retour de son pèlerinage à Rome par bateau, fait de vœu de dédier « à l'apôtre qui marcha sur les eaux au-devant de Jésus, une église qui serait bâtie sur l'eau ». 
L'édifice est consacré le 1er juin 1505. Les armoiries de Guillemette et de son époux y sont toutes deux représentées sur le berceau de la nef. En 1531, la collégiale est vandalisée par des défenseurs de la Réforme. La dame de Valangin finance diverses réparations et y fait construire de nouveaux éléments: un jubé, un oratoire, et un dernier élément construit à la même occasion - dénommé « galleries au bout de l'esglise » - indiquerait une tribune au fond de la nef ou un auvent de façade. 
L'enfeu encastré dans le mur nord du choeur de la collégiale recueille le gisant de Guillemette de Vergy, à gauche de son époux Claude d'Aarberg. Aux pieds de la dame, la représentation d'un chien symbolise la fidélité. L'élaboration du monument funéraire se déroule à partir de 1523, en conséquence du décès de Claude. Le monument funéraire et les ossements du couples seigneurial sont redécouverts en 1840-1841 et restaurés en 2004-2005.